# 12287 Ланґр
12287 Ланґр (12287 Langres) — астероїд головного поясу, відкритий 8 квітня 1991 року.
Тіссеранів параметр щодо Юпітера — 3,177.
Астероїд названо на честь французького мініципального міста Ланґр у регіоні Шампань-Арденни, департаменту Верхня Марна, де у 1713 році народився видатний філософ та енциклопедист Дені Дідро.